# Pustiniș, Timiș
Pustiniș (maghiară Öregfalu) este un sat în comuna Uivar din județul Timiș, Banat, România.

## Localizare
Localitatea se situează în extremitatea sud-vestică a județului Timiș, pe malul drept al Canalului Bega, la mică distanță de granița cu Serbia. Prin Pustiniș trece drumul național DN59B. Are haltă la calea ferată Cărpiniș-Ionel.

## Istorie
A fost întemeiată în 1767 de români veniți din regiunea Mureșului. Ei au întemeiat trei micro așezări: nucleul satului, o așezare la circa 1,4 km, numită și azi „satul bătrân” precum și o așezare mai mică, la dreapta satului bătrân, numită „Sarchezmu”. Cele două așezări erau despărțite de nucleul satului din cauza faptului că erau înconjurate de mlaștini. În 1836 ele au fost distruse de inundații. Așezarea care a mai rămas a primit numele maghiar Öregfalu. Prima biserică a fost construită în 1840. La sfârșitul secolului XIX, aici au sosit mai multe familii de etnie maghiară, sosite din Banatul Sârbesc.